# Scraptia roubali
Scraptia roubali là một loài bọ cánh cứng trong họ Scraptiidae. Loài này được Winkler miêu tả khoa học năm 1927.